# Club Atlético Zacatepec
Il Club Atlético Zacatepec è stata una società calcistica messicana di Zacatepec de Hidalgo.

## Storia

### Fondazione
Le origini del club risalgono agli anni '20 e fu fondato da un gruppo di agricoltori locali che gestivano il mulino di zucchero locale. È a partire dal 1948 che i vertici dell'azienda decisero di fondare il Club Social y Deportivo Zacatepec con l'obiettivo di competere nella massima divisione messicana.

### Successi degli anni '50 e declino
Negli anni seguenti il club si stabilì in pianta stabile in Primera División, vincendo il suo primo titolo nel 1955, dopo che due anni prima si classificò al secondo posto. Questo fece dello Zacatepec la prima società di Morelos a vincere il campionato. Due anni dopo trionfò anche in Copa México sconfiggendo in finale il León per 2-1 e nel torneo Campeón de Campeones, superando sempre il León per 1-0. Nel 1957 vinse il suo secondo titolo davanti al Toluca e l'anno successivo conquistò la seconda coppa nazionale prima di iniziare un lento declino culminato con la retrocessione nel 1961.
Nei decenni seguenti il club si alternò fra prima, seconda e terza divisione messicana senza più ritrovare i fasti degli anni '50. Nel 1985 ottenne l'ultima promozione in Primera División, retrocedendo l'anno successivo.

### Scomparsa del club
Il torneo di apertura 2003 fu l'ultimo disputato dalla franchigia originaria. Per la clausura dello stesso anno la sede del club fu spostata a Xochitepec e cambiò nome in Leones de Morelos. Ad inizio 2004 ci fu un ulteriore spostamento, questa volta nella città di Querétaro ed il nome del club venne modificato in Gallos Blancos de Querétaro.

### Breve ricomparsa e secondo scioglimento
Nel 2006 si sciolse la partnership Plaza México-Club América, ed il progetto Socio Águia prese il controllo del club biancoverde. Il nuovo consiglio di amministrazione si mostrò contrario alle tradizioni dello Zacatepec, scegliendo di adottare uniformi simili a quelle dell'América degli anni '80. Questo causò molteplici contrasti con la tifoseria, tanto che nel 2007 la società cambiò il nome della squadra in Socio Águila F.C..

### Promotora Deportiva Zacatepec
Parallelamente a questi avvenimenti un gruppo di sostenitori prese il controllo di una selezione giovanile, gareggiando inizialmente a livello locale e riuscendo in seguito ad acquisire una franchigia in Tercera División con il nome Promotora Deportiva Zacatepec SC. Peculiarità di questa nuova società era il fatto di non avere un proprietario ed essere di fatto amministrata dai tifosi.
Dopo aver militato per 6 anni in quarta divisione, nel 2011 il club riuscì ad acquisire una franchigia di Segunda División, il terzo livello del calcio messicano. Per alcuni anni mantenne entrambe le divisioni per poi mantenere solo quella militante in Tercera a partire dalla stagione 2016-2017, cambiando il nome in Selva Cañera. Negli anni successivi il club cambiò più volte sede in base alle proprie condizioni sportive ed economiche, cambiando nuovamente denominazione nel 2019 in Cañeros Jojutla.
Fra i successi di questa iniziativa popolare vi furono il mantenimento di una società di Zacatepec nel calcio messicano ed il raggiungimento dell'unità fra tifosi, autorità e società di Morelos fra il 2012 ed il 2014, che garantì l'acquisto di fondi per la costruzione dello stadio 
Agustín "Coruco" Díaz e per il ritorno del club originario in Liga de Ascenso.

### Ritorno in Liga de Ascenso
Dopo il cambio di governo nello stato di Morelos l'imprenditore Víctor Sánchez Ayala acquisì la franchigia dell'Irapuato spostandone la sede a Zacatepec, ottenendo quindi il ritorno del club nella seconda divisione messicana con il nome Zacatepec 1948 a partire dal torneo di Apertura 2013.
Al termine della Clausura 2014 il club retrocesse in terza divisione, ma contemporaneamente il Cruz Azul concluse la vendita del Cruz Azul Hidalgo, la squadra filiale militante in Liga de Ascenso, alla proprietà del club bianco-verde che mantenne quindi la categoria sotto il nome Zacatepec Siglo XXI.

### Nuovo cambio di proprietà e scomparsa
Al termine della clausura 2017 lo Zacatepec Siglo XXI andò in bancarotta perdendo anche il sostegno dello stato di Morelos, ragion per cui la franchigia scomparve dal calcio messicano. Il 17 maggio 2017 tuttavia il Chivas decise di trasferire il Deportivo Tepic JAP dalla città di Tepic a Zacatepec de Hidalgo, cambiando il nome del club in Club Atlético Zacatepec e garantendo la prosecuzione della squadra biancoverde.
Nel 2020 l'annullamento del campionato di Ascenso MX a causa della Pandemia di COVID-19 causò grosse difficoltà economiche al club, che il 26 giugno cedette la sua franchigia al Atlético Morelia, che rinacque con il nome Atlético Morelia.

## Cronistoria del nome
- Club Social y Deportivo Zacatepec: (1948-2003, 2006) Nome originario del club alla fondazione.
- Promotora Deportiva Zacatepec SC: (2007-2013) Nome del club fondato dai tifosi dopo la trasformazione del precedente Zacatepec in Socio Águias. Ha rimpiazzato la precedente società fino al 2013, anno del ritorno dello Zacatepec, dopodiché ha continuato ad esistere a livello locale.
- Zacatepec 1948: (2013-2014) Nome assunto dopo l'acquisizione dei diritti sportivi dell'Irapuato.
- Zacatepec Siglo XXI: (2014-2017) Nome assunto dopo l'acquisizione dei diritti sportivi del Cruz Azul Hidalgo.
- Club Atlético Zacatepec: (2017-2020) Nome assunto dopo l'acquisizione da parte del Coras.

## Rosa 2019-2020
| N. |                      | Ruolo | Calciatore          |
| -- | -------------------- | ----- | ------------------- |
| 2  | Perù (bandiera)      | D     | Rodrigo Cuba        |
| 3  | Argentina (bandiera) | D     | Lucas Trejo         |
| 4  | Messico (bandiera)   | D     | Oswaldo León        |
| 5  | Argentina (bandiera) | C     | Ezequiel Cirigliano |
| 7  | Argentina (bandiera) | A     | Facundo Taborda     |
| 8  | Venezuela (bandiera) | C     | Edson Castillo      |
| 9  | Messico (bandiera)   | A     | Armando González    |
| 10 | Messico (bandiera)   | C     | Giovani Hernández   |
| 11 | Argentina (bandiera) | A     | Julián Cardozo      |
| 12 | Messico (bandiera)   | D     | Juan Carlos López   |
| 13 | Perù (bandiera)      | P     | Alejandro Duarte    |
| 14 | Messico (bandiera)   | C     | Isaác Aguilar       |
| 15 | Argentina (bandiera) | C     | Facundo Barboza     |
| 17 | Messico (bandiera)   | C     | Kevin Magaña        |
| 18 | Messico (bandiera)   | A     | Eduardo Pérez       |
| 19 | Messico (bandiera)   | C     | José Lozada         |

| N. |                     | Ruolo | Calciatore      |
| -- | ------------------- | ----- | --------------- |
| 20 | Messico (bandiera)  | C     | Edson Torres    |
| 21 | Messico (bandiera)  | D     | Adrián Goransch |
| 22 | Messico (bandiera)  | C     | José Hernández  |
| 23 | Messico (bandiera)  | C     | Iván Moreno     |
| 24 | Messico (bandiera)  | D     | Miguel Basulto  |
| 25 | Messico (bandiera)  | C     | Diego Martínez  |
| 26 | Messico (bandiera)  | C     | Erbín Trejo     |
| 27 | Paraguay (bandiera) | A     | Gustavo Ramírez |
| 28 | Messico (bandiera)  | P     | Juan Orozco     |
| 29 | Messico (bandiera)  | A     | Luis Loroña     |
| 30 | Ghana (bandiera)    | D     | Jacob Akrong    |
| 31 | Messico (bandiera)  | D     | Luis Olascoaga  |
| 32 | Messico (bandiera)  | C     | Marcos Montiel  |
| 34 | Messico (bandiera)  | C     | Giovanni Soto   |
| 35 | Messico (bandiera)  | P     | César Estrada   |

## Palmarès

### Competizioni nazionali
- Primera División: 2

1954-1955, 1957-1958
- Copa México: 2

1956-1957, 1958-1959
- Campeón de Campeones: 1

1958
- Liga Premier: 5

1950-51, 1962-63, 1969-70, 1977-78, 1983-84

### Altri piazzamenti
- Primera División: 1

Secondo posto: 1952-1953
- Copa México: 2

Secondo posto: 1957-1958, 1970-1971
- Ascenso MX: 3

Secondo posto: 1998 (Verano), 1999 (Invierno), 2019 (Apertura)
- Liga Premier: 3

Secondo posto: 1967-1968, 1968-1969, 1991-1992
- Campeón de Campeones: 3

Secondo posto: 1955, 1957, 1959